# Helen Whitener
Grace Helen Whitener (Isla Trinidad, 1964/1965) es una abogada y jurista trinitense-estadounidense, jueza asociada del Tribunal  Supremo de Washington. Whitener fue nominada por el gobernador Jay Inslee el 13 de abril de 2020 para ocupar el puesto del juez saliente Charles K. Wiggins.

## Biografía
Whitener nació y creció en Trinidad. Se mudó a los Estados Unidos cuando tenía 16 años para recibir atención médica. Se licenció en Administración de Empresas en Marketing y Comercio Internacional en Baruch College, haciendo posteriormente un Doctorado en Jurisprudencia de la Facultad de Derecho de la Universidad de Seattle.
Whitner está casada con Lynn Rainey, una compañera de la Facultad de Derecho de la Universidad de Seattle y activista LGBTQ.

## Carrera profesional
Después de graduarse de la facultad de derecho, Whitener trabajó como defensora del turno de oficio, fiscal y abogada defensora privada.
Fue jueza en la Junta de Apelaciones de Seguros Industriales durante dos años y luego en el Tribunal Superior del Condado de Pierce de 2015 a 2020, después de haber sido nombrada por el gobernador Inslee y elegida sin oposición en 2015 y 2016.

## Tribunal Supremo de Washington
El 13 de abril de 2020, el gobernador Jay Inslee la nombró miembro de la Corte Suprema de Washington. Se postuló con éxito para la elección de 2020 durante los dos años restantes del mandato de Wiggins, ganando el 66% de los votos.
Es la primera juez LGBTQ negra en Washington y la segunda miembro negra del Tribunal Supremo de Washington después de Charles Z. Smith. Es también discapacitada. Es copresidenta de la Comisión de Justicia y Minorías del Estado de Washington.